# Bruni Löbel
Bruni Löbel (20 de diciembre de 1920 - 27 de septiembre de 2006) fue una actriz teatral, cinematográfica y televisiva alemana.

## Biografía

### Carrera
Nacida en Chemnitz, Alemania, su verdadero nombre era Brunhilde Melitta Löbel. Löbel fracasó en el examen de ingreso a la escuela teatral, pero eso no le impidió soñar con ser actriz, lo cual siguió intentando. Así, en 1935 obtuvo su primer papel en el Stadttheater de su ciudad natal en la obra El enfermo imaginario, de Molière. Tomó clases privadas impartidas por Sonja Karzau, la cual en 1938 obtuvo un compromiso teatral para trabajar con Otto Falckenberg en el Teatro de Cámara de Múnich. Bruni Löbel estaba deseosa de ir con ella, pero los padres se negaron a que la joven de 17 años se mudara a lo que consideraban el pecaminoso mundo de la metrópoli, por lo que la encerraron en su habitación. La hija se escapó por la ventana y viajó a Múnich, no volviendo más. Inicialmente trabajó como secretaria, pero dos años después, cuando Bruni Löbel tenía 19 años recibió una oferta de la Universum Film AG para trabajar en una opereta interpretada por Wolf Albach-Retty, Heimatland. De esa manera entraba en el mundo del cine interpretando papeles de „alegre ingenua“. A partir de ese momento pudo trabajar en el cine y en el teatro, actuando por ejemplo en el Festival de Marburgo con el todavía desconocido Gert Fröbe en El sueño de una noche de verano.
El 1 de enero de 1940 Löbel firmó su primer contrato con Universum Film AG. Tras un corto tiempo trabajando para la Reichsarbeitsdienst, volvió a Berlín, donde participó en su segunda película, Jungens, dirigida por Robert Adolf Stemmle. Más adelante actuó en Potsdam en Hänsel und Gretel y, con la compañía de Universum Film AG, trabajó para la Wehrmacht en Prusia Oriental y cuatro semanas en Italia. Tras un corto tiempo en Berlín, viajó con la Ufa a Rumania, actuando de nuevo para la Wehrmacht durante más de tres semanas.
Löbel consiguió un gran avance en su carrera al poder trabajar junto a Paul Klinger y Paul Wegener en el drama dirigido por Boleslaw Barlog Wenn die Sonne wieder scheint (1943). Finalizada la Segunda Guerra Mundial, Löbel viajó en gira con Margot Hielscher y Heinz Rühmann por diferentes teatros de Alemania. En 1950 volvió a actuar junto a Paul Klinger, esta vez en la comedia Die Nacht ohne Sünde, donde tenía el principal papel femenino. En los años 1950 y 1951, y bajo la dirección de Ákos Ráthonyi, trabajó en tres cintas, Paulchen und die Mädchenschule (título original Absender unbekannt), Paulchen setzt sich durch (Mädchen mit Beziehungen) y Paulchen und die Millionenerbschaft (Engel im Abendkleid). En ellas Bruni Löbel encarnaba a Magda Lehmann. A lo largo de su carrera, Löbel tuvo la oportunidad de actuar con estrellas como Henny Porten, Cornell Borchers, Rudolf Prack y Willy Fritsch. 

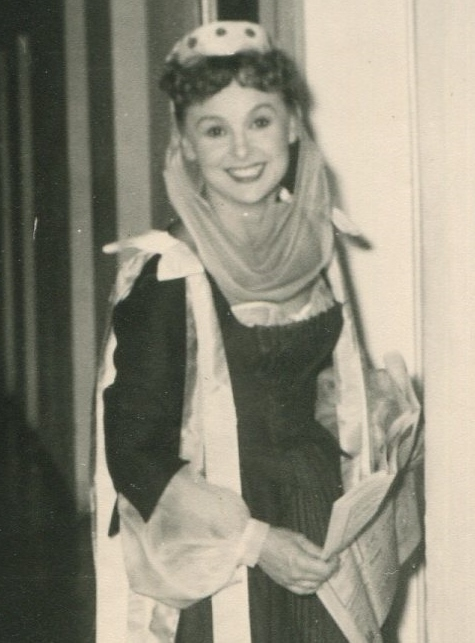
Bruni Löbel en el Teatro de Cámara de Múnich en 1957

En 1958 se quedó en Múnich, actuando en el Kleinen Komödie, en el Teatro de Cámara de Múnich, y en el Residenztheater. Así mismo, actuó en Hamburgo, Düsseldorf y Viena.
Desde los años 1950 hizo más de 40 actuaciones cinematográficas, tres de ellas en películas estadounidenses (Sitiados, Almost Angels y Special Delivery). En el drama Sitiados, y bajo la dirección de George Seaton, actuó junto a Montgomery Clift y Cornell Borchers. 
Con el tiempo, Löbel se fue haciendo una cada vez más popular actriz televisiva, participando en diferentes series y telefilmes. Muchos de sus personajes erna madres y abuelas. Desde 1977 a 1988, junto a Walter Sedlmayr fue „Mama“ Elisabeth Schöninger en la serie Polizeiinspektion 1. Consiguió más fama como Frau Rabe en la serie Ich heirate eine Familie, y a partir de 1989 fue la abuela Herta en la serie familiar Forsthaus Falkenau, que obtuvo un gran éxito. Los niños y adolescentes también la conocieron por su papel de Hermana Agatha en la serie Timm Thaler, basada en la novela de James Krüss. Además, fue artista invitada de otras producciones televisivas, como fue el caso de la serie Um Himmels Willen.
Pero Löbel siguió siendo fiel al teatro. Por eso en 2003 fue la Tía Abby en Arsénico y encaje antiguo, representada en el Teatro del Hotel Bayrischen Hof de Múnich. Su último papel Io interpretó en la producción de Das Erste Sturm der Liebe en el año 2006.

### Vida personal
Bruni Löbel tenía tres hermanos mayores y dos hermanas menores (Ruth y Margot). Su hermana Margot Leonard (nacida en 1927) fue una destacada actriz de doblaje, conocida por dar la voz alemana a Marilyn Monroe, y también intérprete de pequeños papeles televisivos y cinematográficos.
Bruni Löbel se casó dos veces. De su primer matrimonio con el artista de cabaret Gerhard Bronner nació su hijo Felix, pianista. Se casaron en 1955 y se divorciaron en 1959. En el año 1971 se casó con el actor Holger Hagen, permaneciendo juntos hasta la muerte de él en 1996, actuando en algunas ocasiones juntos, como en la serie televisiva Das Traumschiff. 
Bruni Löbel falleció en Mühldorf, Alemania, en el año 2006. Fue enterrada en Rattenkirchen, junto a la tumba de Holger Hagen.

## Filmografía
- 1939 : Heimatland
- 1941 : Jungens
- 1942 : Der 5. Juni
- 1942 : Fronttheater
- 1943 : Wenn die Sonne wieder scheint
- 1943 : Quax in Afrika
- 1944 : Liebesbriefe
- 1944 : Meine vier Jungens
- 1944 : Der große Preis
- 1945 : Dreimal Komödie
- 1947 : Kein Platz für Liebe
- 1949 : Krach im Hinterhaus
- 1949 : Man spielt nicht mit der Liebe
- 1950 : Absender unbekannt
- 1950 : Sitiados
- 1950 : Mädchen mit Beziehungen
- 1950 : Die Nacht ohne Sünde
- 1951 : Engel im Abendkleid
- 1952 : Vater braucht eine Frau
- 1953 : Wirbel um Irene
- 1953 : Drei, von denen man spricht
- 1955 : Geliebte Feindin
- 1955 : Special Delivery
- 1958 : Der Pauker
- 1959 : Das schöne Abenteuer
- 1961 : Die Kassette (telefilm)
- 1962 : Almost Angels
- 1965 : Boeing-Boeing (telefilm)
- 1966-1967 : Familie Hansen (serie TV), 6 episodios
- 1967 : Biedermann und die Brandstifter (telefilm)
- 1967 : Kurzer Prozess
- 1967 : Nathan der Weise (telefilm)
- 1974 : Hallo – Hotel Sacher … Portier! (serie TV), episodio Das Lämmchen
- 1975 : Derrick (serie TV), episodio Mitternachtsbus
- 1975 : Spannagl & Sohn (serie TV), 13 episodios
- 1976 : Taxi 4012 (telefilm)
- 1977-1988 : Polizeiinspektion 1 (serie TV), 56 episodios
- 1979 : Jane (telefilm)
- 1979 : Timm Thaler (serie TV), 9 episodios
- 1980 : Der Alte (serie TV), episodio Mord nach Plan
- 1981 : Ein Zug nach Manhattan (telefilm)
- 1981 : Bring’s mir bei Céline! (telefilm)
- 1981 : Das Traumschiff (serie TV), episodio Die erste Reise
- 1983-1986 : Ich heirate eine Familie (serie TV), 10 episodios
- 1985 : Die Schwarzwaldklinik (serie TV), episodio Der Dieb
- 1986 : Aus familiären Gründen (telefilm)
- 1988 : Lorentz & Söhne (serie TV), 11 episodios
- 1989 : Die Wicherts von nebenan (serie TV), episodio Mallorca, auf und davon
- 1989-2006 : Forsthaus Falkenau (serie TV), 222 episodios
- 2001 : Jenny & Co. (serie TV), 12 episodios
- 2002-2004 : Um Himmels Willen (serie TV), 3 episodios
- 2006 : Sturm der Liebe (serie TV), 13 episodios
- 2007 : Hilfe, die Familie kommt (telefilm)
- 2007 : Das letzte Stück Himmel (telefilm)

## Premios
- Orden del Mérito de la República Federal de Alemania (7 de febrero de 1988)

## Libros
- Kleine unbekannte Größe (novela), Kreisselmeier, Múnich 1962, también: Heyne (rústica), Múnich 1963.
- Fanta und Tasie (radioteatro).
- Eine Portion vom Glück (memorias), Herbig, Múnich 1995, ISBN 3-7766-1907-4.
- Meine Portion vom Glück (nueva edición revisada), Langen-Müller, Múnich 2003, ISBN 3-7844-2921-1.